# Conflicto fronterizo armenio-azerí de 2022
Los enfrentamientos estallaron entre las tropas armenias y azerbaiyanas el 12 de septiembre de 2022, a lo largo de la frontera entre Armenia y Azerbaiyán.  Ambas partes se culparon mutuamente por la escalada. El Ministerio de Defensa de Armenia dijo que Azerbaiyán había atacado posiciones armenias cerca de las ciudades de Vardenis, Goris, Sotk y Jermuk con artillería y armas pesadas y que había ocupado ciertas áreas de su territorio,  que fueron posteriormente confirmados por imágenes satelitales realizadas por la NASA. El Ministerio de Defensa de Azerbaiyán dijo que Armenia había realizado "provocaciones a gran escala" cerca de las regiones de Dashkasan, Kalbayar y Lachín y que había capturado múltiples alturas estratégicas en la región fronteriza dentro de Armenia.
Los enfrentamientos a lo largo de la frontera no demarcada se derivan principalmente del conflicto en curso de Nagorno-Karabaj. Rusia dijo el 13 de septiembre que había negociado un alto el fuego, pero ambas partes confirmaron que se había roto minutos después de que entrara en vigor. Al menos 105 militares armenios fueron asesinados, según un informe del primer ministro armenio Nikol Pashinyan. Azerbaiyán reconoció 71 muertes entre sus fuerzas. Los enfrentamientos estallaron poco después de que el ejército ruso sufriera serios reveses en la contraofensiva ucraniana de Járkov durante la invasión de Ucrania, lo que debilitó su proyección de fuerza en la región. Los esfuerzos de la UE para obtener más gas de Azerbaiyán para compensar la pérdida de importaciones de Rusia también debilitaron la capacidad de la UE para mediar en los enfrentamientos.

## Antecedentes
El 12 de mayo de 2021, los soldados azerbaiyanos cruzaron varios kilómetros hacia Armenia en las provincias de Syunik y Gegharkunik y ocuparon unos 41 kilómetros cuadrados (16 millas cuadradas) de territorio armenio. El Parlamento Europeo, Estados Unidos y Francia , dos de los tres copresidentes del Grupo de Minsk de la OSCE, pidieron a Azerbaiyán que retire sus tropas del territorio armenio reconocido internacionalmente. 
Se produjeron más enfrentamientos en julio de 2021 y en noviembre de 2021, y se informó de bajas en ambos bandos. En una declaración conjunta del 17 de noviembre de 2021, los relatores de la UE calificaron la operación militar lanzada por Azerbaiyán el 16 de noviembre de 2021 como la peor violación hasta la fecha del acuerdo de alto el fuego de Nagorno-Karabaj de 2020.

## Cronología
En la noche del 12 de septiembre de 2022, varias fuentes informan que se están realizando ataques de artillería y aviones no tripulados entre Armenia y Azerbaiyán. Posteriormente, los ministros de defensa de los dos países confirman esta información y declaran que sus tropas entraron en combate por la tarde.
Según el ministro de Defensa azerí, Zakir Hasanov, se trataba de responder a una “provocación” por parte de la República de Armenia, que supuestamente utilizó saboteadores para socavar carreteras. Este casus belli fue rechazado minutos después por su homólogo armenio, Souren Papikian, quien declaró que Armenia respondía a una “gran provocación” de las fuerzas armadas de Azerbaiyán. El 12 de septiembre, hay informes de huelgas en Armenia en Goris, Jermuk, Sotk y, de manera más general, en las regiones de Syunik, Vayots Dzor y Gegharkunik..
En un Consejo de Seguridad de la República de Armenia celebrado la noche del 13 de septiembre, Nikol Pashinián declaró que deseaba solicitar asistencia a la Organización del Tratado de Seguridad Colectiva y al Consejo de Seguridad de la ONU. Luego habló con Vladímir Putin, con Antony Blinken, Secretario de Estado de los Estados Unidos, Ebrahim Raisi, Presidente de Irán, y con Emmanuel Macron a quien mantuvo informado de la situación.

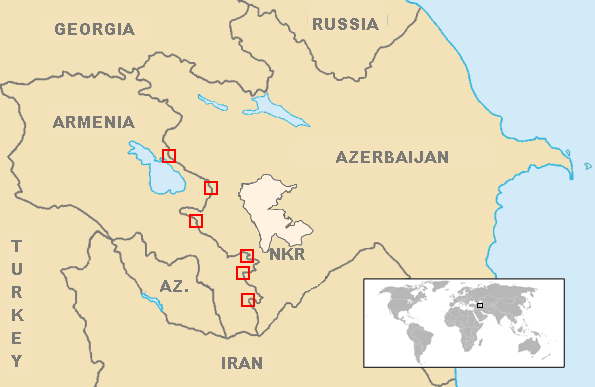
Mapa que muestra la ubicación de los enfrentamientos en la frontera entre Armenia y Azerbaiyán.

Rusia negoció un alto el fuego el 13 de septiembre a las 9 a. m. (GMT+3) entre los dos beligerantes, que se rompió rápidamente. El Kremlin añade que Vladímir Putin está haciendo todo lo posible para que se respete el alto el fuego. Francia anuncia que someterá la cuestión al Consejo de Seguridad de la ONU25. Allí se debatió el 14 de septiembre y los miembros del Consejo de Seguridad decidieron por unanimidad pedir un nuevo alto el fuego..
El 14 de septiembre se reanudaron con intensidad los combates a lo largo de la frontera con nuevos ataques en territorio armenio. El canciller armenio confiesa que existe una “significativa probabilidad” de que el conflicto degenere en una guerra abierta.Se anuncia de nuevo un segundo alto el fuego a las 14:00 horas a las 20:00 horas (GMT+3) gracias a la “mediación internacional”
El 16 de septiembre, el presidente de Azerbaiyán, Ilham Aliyev, le dijo a Putin que la escalada se había estabilizado. Según un parlamentario armenio, Armenia ha recuperado el control de seis posiciones perdidas anteriormente en la frontera.